# Phalaenopsis fuscata
Phalaenopsis fuscata (возможное русское название: Фаленопсис фуската) — эпифитное трявянистое растение семейства Орхидные.
Вид не имеет устоявшегося русского названия. В русскоязычных источниках используется научное название Phalaenopsis fuscata.
Английское название — Darkened Phalenopsis.

## Синонимы
По данным Королевских ботанических садов в Кью:
- Phalaenopsis denisiana Cogn. 1899
- Polychilos fuscata (Rchb.f.) Shim 1982

## Биологическое описание
Моноподиальный эпифит средних размеров. Стебель укороченный, скрыт основаниями листьев. Корни многочисленные. Листья ломкие, темно-зеленые, овально-эллиптической формы, до 30 см в длину и до 10 см в ширину. Цветонос жесткий, кистеобразный или метельчатый, несет 3-13 цветков. 
 Цветки открываются последовательно, восковые, мясистые, часто ароматные, 3,5 см шириной, 4,5 см высотой, лепестки желто-зеленые с коричневым основанием.

## Ареал, экологические особенности
Малайзия, остров Борнео, Суматра, возможно Филиппины. 

Растет во влажных местообитаниях, как в равнинных лесах, так и на высотах до 1000 метров над уровнем моря. 
 Цветёт вне зависимости от времени года.
В местах естественного обитания сезонного изменения температур нет. Круглый год дневная температура 28-32°С, ночная 23-25°С. Относительная влажность воздуха 80-90 %. 

Сухого сезона нет. Среднемесячное количество осадков: 200—500 мм.

В природе редок. Относится к числу охраняемых видов (второе приложение CITES).

## В культуре
Родина растений находящихся в культуре — восток Борнео. 

Температурная группа — теплая. Для нормального цветения обязателен перепад температур день/ночь в 5-8°С.
Требования к освещению: 1000—1200 FC, 10760—12912 lx.
Общая информация о агротехнике в статье Фаленопсис.
Вид активно используется в гибридизации.

## Некоторые первичныегибриды(грексы)
- Ambocata — amboinensis х fuscata (Hou Tse Liu) 1999
- Bee Ridge — fuscata х violacea (Bates Orchids (Raymond Brown)) 1980
- Corinne Dream — fuscata х javanica (Luc Vincent) 2000
- Crepuscule — gigantea х fuscata (Dr Henry M Wallbrunn) 1985
- Ellen Hanoppo — equestris х fuscata (Atmo Kolopaking) 1984
- Flores Focus — floresensis х fuscata (Hou Tse Liu) 2004
- Fuscabell — bellina х fuscata (Paul Lippold) 2007
- Fuscatilis — amabilis х fuscata (Dr S. L. Minne (J & L Orchids)) 1968
- Golden Jewel — mariae х fuscata (Irene Dobkin) 1973
- Jean-Pierre Zryd — lindenii х fuscata (Luc Vincent) 1994
- Lucata — lueddemanniana х fuscata (Fredk. L. Thornton) 1967
- Mannicata — mannii х fuscata (L. B. Kuhn) 1966
- Mirth — fuscata х fasciata (Herb Hager Orchids) 1977
- Nicole Dream — fuscata х sanderiana (Luc Vincent) 2002
- Palace Princess — fuscata х celebensis (Orchid Palace (O/U)) 2005
- Piebald — maculata х fuscata (Dr Henry M Wallbrunn) 1982
- Purbo Sejati — sumatrana х fuscata (Ayub S Parnata) 1983
- Robert Combremont — cornu-cervi х fuscata (Luc Vincent) 1995
- Till Eulenspiegel — fuscata х bastianii (Dr Henry M Wallbrunn) 1996
- Zuma’s Angelita — stuartiana х fuscata (Zuma Canyon) 1978